# Elektret
Der oder das Elektret ist ein elektrisch isolierendes Material, das quasi-permanent gespeicherte elektrische Ladungen oder quasi-permanent ausgerichtete elektrische Dipole enthält und somit ein quasi-permanentes elektrisches Feld in seiner Umgebung oder in seinem Inneren erzeugt. Der Name ist in Anlehnung an das Wort Magnet entstanden und stammt von dem englischen Physiker Oliver Heaviside, der die Existenz von Elektreten 1885 theoretisch vorhersagte. Der Name soll zeigen, dass der Elektret als elektrostatisches Analogon zum Permanentmagneten aufgefasst werden kann.
Bereits im 18. Jahrhundert gab es Untersuchungen zur elektrischen Aufladung und zur Ausrichtung von Dipolen in isolierenden Materialien. Eine einfache Apparatur zur Untersuchung und zur Nutzung der damit verbundenen elektrischen Effekte war der Elektrophor, der zuerst von Johan Carl Wilcke, dann unabhängig von Alessandro Volta und schließlich auch von Georg Christoph Lichtenberg (1778) beschrieben wurde.
Die moderne Untersuchung und Anwendung von Elektreten begann damit, dass Elektrete um 1920 in Japan auf der Basis von Dielektrika hergestellt wurden. Dabei wurde ein Gemisch aus Wachs und Carnaubawachs geschmolzen und bei der anschließenden Abkühlung einem äußeren elektrischen Feld ausgesetzt, durch das in der Mischung enthaltene Moleküle mit einem elektrischen Dipolmoment ausgerichtet und gleichzeitig im Material vorhandene Ladungen getrennt werden (ein Thermoelektret). Nach der Erstarrung ist die Beweglichkeit der Moleküle stark eingeschränkt, die Ausrichtung der Dipole bleibt praktisch erhalten. Solche Elektrete sind allerdings nur stabil, wenn sie durch eine metallische Schutzschicht versiegelt sind.
Heute werden Elektrete meist aus Polymeren hergestellt (u. a. Polytetrafluorethylen, Polytetrafluorethylenpropylen, Polypropylen, Polyethylenterephthalat, Polyvinylidenfluorid und einige seiner Copolymere), teilweise aber auch aus anorganischen Dielektrika wie Siliciumdioxid oder Siliciumnitrid.
Technisch werden Elektrete in teilweise sehr großen Stückzahlen eingesetzt
- als Membranen in Schallwandlern (Elektret-Mikrofon oder Kopfhörer)
- als elektrisch und mechanisch wirksame Fasern in der Gasreinigung (Elektret-Filter),[2]
- als Quelle eines quasi-permanenten elektrischen Feldes in Strahlungs-Dosimetern
- in Feinstaubmasken
- als Ultraschallwandlerschichten in der Medizintechnik
- als Infrarot-Bewegungsmelder

und in vielen weiteren Anwendungen.
Wegen des schlechten Rufes der früher unstabilen Elektrete wird bei Mikrofonen gerne verborgen, dass es sich um Elektret-Mikrofone handelt. In den Datenblättern steht dann stattdessen die Angabe „pre-polarized“.